# Cuisine note à note

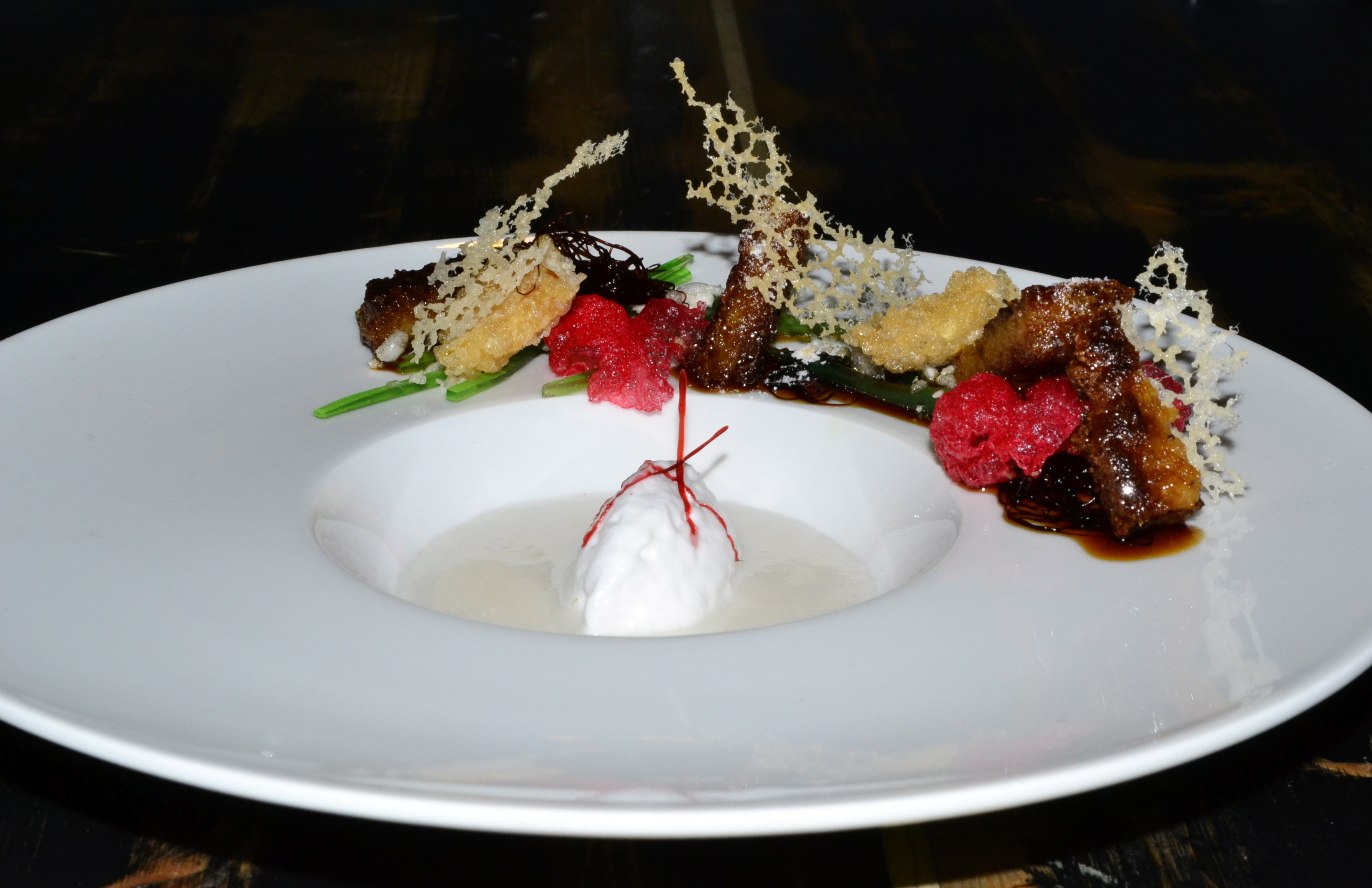
Exemple de plat en partie note à note d'inspiration asiatique, élaboré lors de la finale du concours international de cuisine note à note 2014 à Agro-Paritech.

La cuisine note à note est une forme de cuisine qui se base sur la gastronomie moléculaire pour élaborer des aliments entièrement à partir de composés chimiques purs, au lieu d'utiliser les ingrédients classiques de la cuisine (viandes, légumes, poissons, fruits…).

## Description
La cuisine note à note s'inspire de la musique électroacoustique, dont le processus de création repose sur l'invention de nouveaux sons à partir de la décomposition du son. En effet, chaque son peut se décomposer en une somme de sons, dit purs, ayant une fréquence et une amplitude propre. 
La cuisine note à note propose de cuisiner non pas avec les ingrédients classiques mais avec les composés chimiques purs (eau, éthanol, saccharose, substances obtenues par fractionnement des tissus végétaux ou animaux, par « craquage » ou par synthèse chimique), ou autrement dit, les notes gustatives qui les composent. Par conséquent, les composés purs sont à la cuisine note à note ce que les sons purs sont à la musique électroacoustique. 
Après avoir inventée la cuisine moléculaire (plus simplement, la cuisine avec de nouveaux « outils, ingrédients, méthodes ») qui se définit comme l'application de la gastronomie moléculaire (étude des processus physico-chimiques à l'œuvre en cuisine) à la cuisine, Hervé This propose dans un article publié en 1994, co-écrit avec Nicolas Kürti, la cuisine note à note. Néanmoins, le développement de cette nouvelle cuisine n'a commencé qu'après 2004 à travers des conférences organisées par Hervé This. Ce dernier publie en 2012 un livre, La cuisine note à note, et organise, chaque année, un concours de cuisine note à note à AgroParistech.

## Les réalisations note à note
En avril 2008, le cuisinier français Pierre Gagnaire, aidé par Hervé This, a été le premier à produire un mets note à note servi dans un restaurant (Hong Kong, Mandarin Oriental). Puis, en 2010, les cuisiniers alsaciens Hubert Maetz et Aline Kuentz ont présenté deux plats note à note au JSPS[Quoi ?], à Strasbourg.
D'autres  pionniers de la cuisine note à note sont : 
- les enseignants-chefs de l'École Le Cordon bleu Paris [9];
- des chefs de l'Association Toques blanches internationales (Jean-Pierre Lepeltier, Mickael Foubert...)[10];
- Jean-Pierre Biffi et ses équipes de la Société de traiteur Potel & Chabot[11].

À l'heure actuelle, le chef étoilé Andrea Camastra (chef au Senses de Varsovie) est le seul à vouloir cuisiner entièrement note à note. Il a en effet l'ambition d'ouvrir le premier restaurant entièrement note à note du monde. 
Début 2017 est créé la première société au monde IQEMUSU (anagramme de musique) vendant des produits pour cuisiner note à note.